# Beetzsee (sjö)

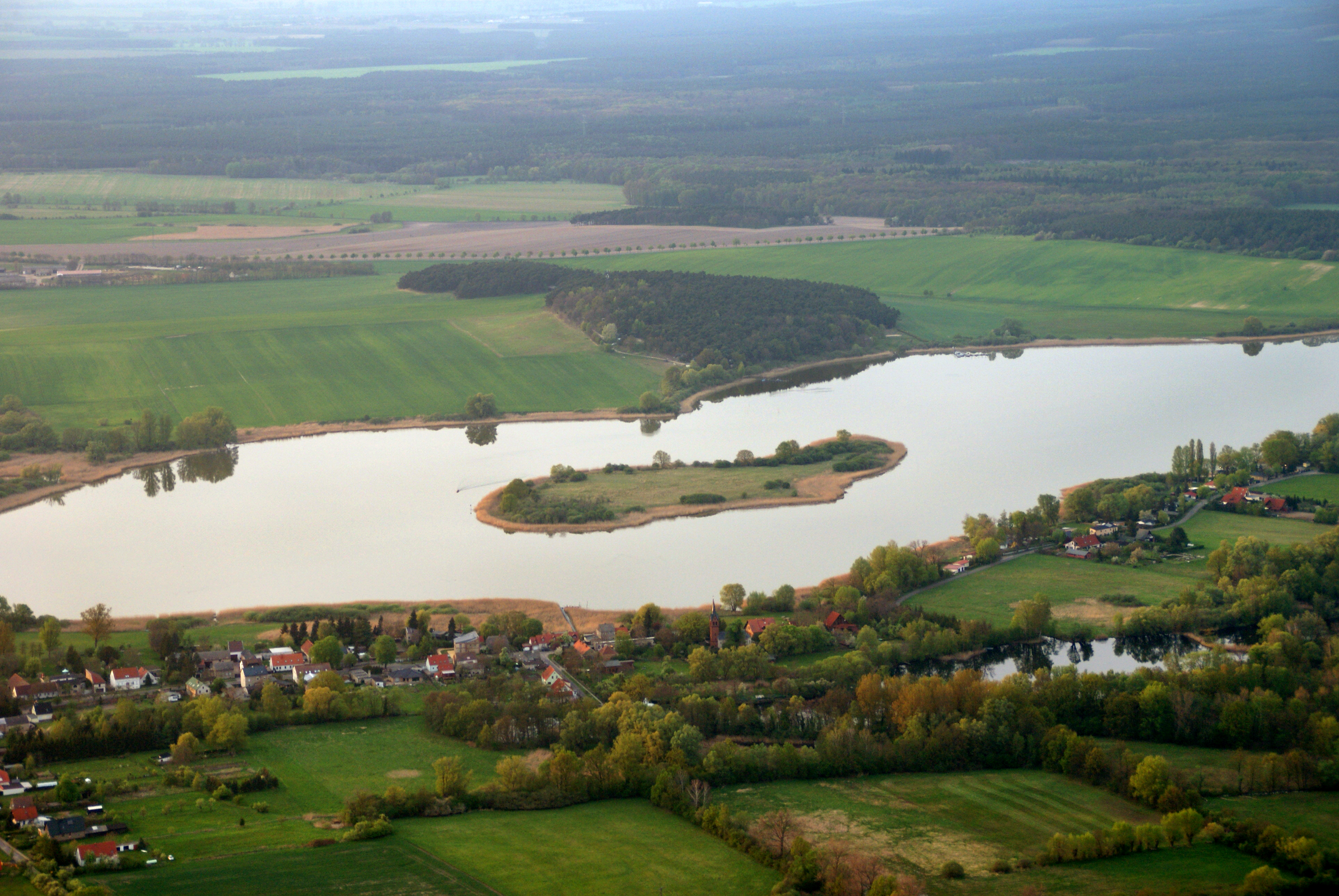
Byn Lünow vid Beetzsee. I mitten fågelskyddsområdet vid ön Buhnenwerder.

Beetzsee är en insjö i Brandenburg i östra Tyskland, belägen i norra delen av Brandenburg an der Havels stadskommun. Sjösystemet består av tre sammanlagt omkring 18 kilometer långa sjöar, bildade som en tunneldal efter Weichselnedisningen, och dessa är sinsemellan förbundna med kanaler. En fjärde sjö, Riewendsee, ligger strax uppströms nordost om sjön. Utloppet ligger i floden Havel vid Brandenburg an der Havel.